# Facheiroa squamosa
Facheiroa squamosa är en kaktusväxtart som först beskrevs av Robert Louis August Maximilian Gürke, och fick sitt nu gällande namn av P.J. Braun och Esteves. Facheiroa squamosa ingår i släktet Facheiroa och familjen kaktusväxter. Inga underarter finns listade i Catalogue of Life.